# لورد ألان جاي فيلاسكو
لورد ألان جاي فيلاسكو هو سياسي فلبيني، ولد في 9 نوفمبر 1977 في مانيلا في الفلبين. نشط حزبياً في National Unity Party (Philippines) ‏. وقد انتخب عضو مجلس النواب في الفلبين.